# Великий мастер архитектор

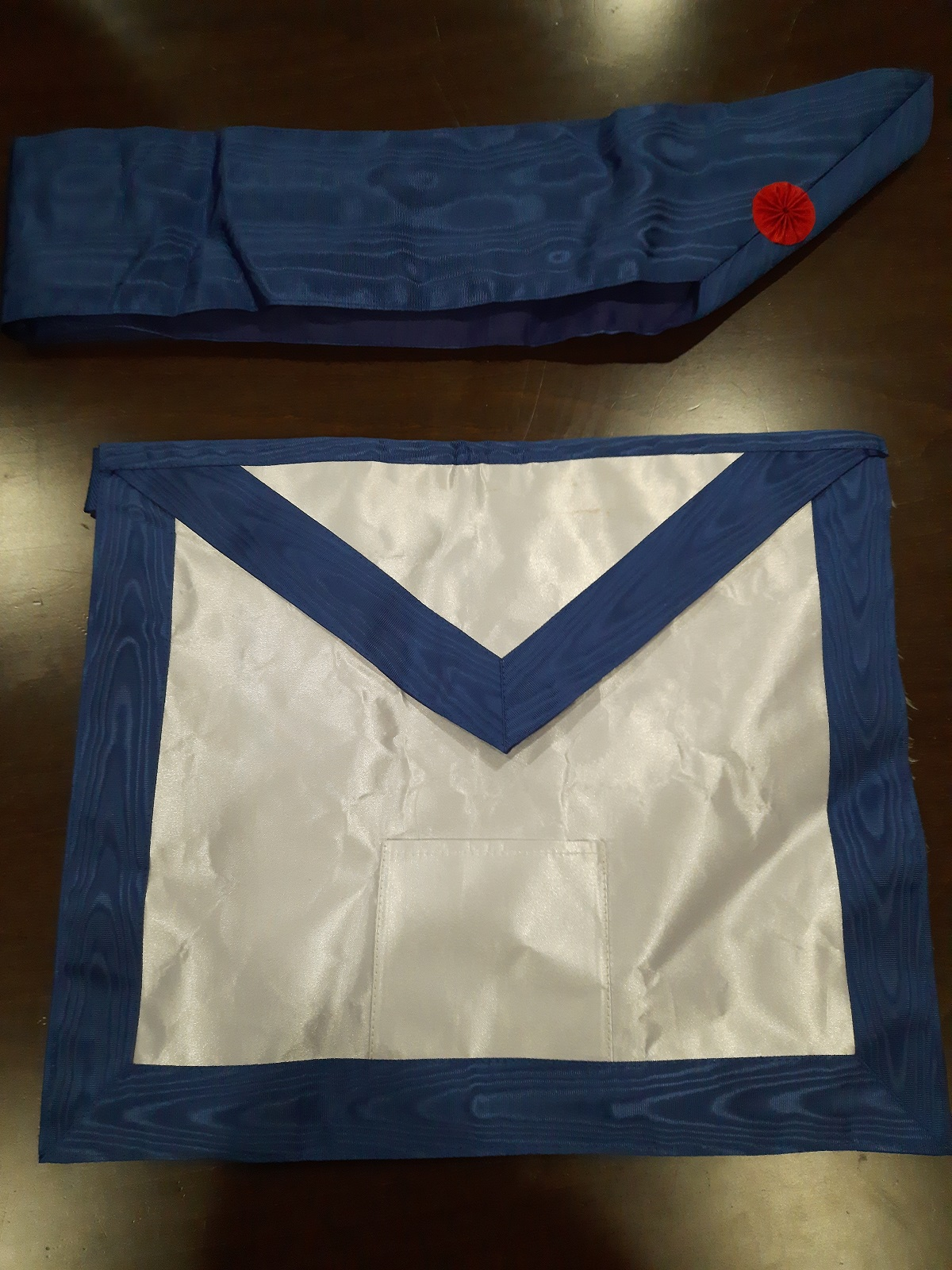
Лента и запон степени великий мастер архитектор, 12°

Великий мастер архитектор — 12° в Древнем и принятом шотландском уставе. Этот градус входит в систему градусов ложи совершенства. Посвящение в него предваряется прохождением по коммуникации 10° и 11°. Степень Великого мастера архитектора практикуют не все ложи совершенства, в некоторых ложах степень проходят по коммуникации. На территории России эту степень практикуют в Верховном совете Российской Федерации ДПШУ и в Треугольнике совершенства Масонского смешанного международного ордена Право человека.

## История
Изначально степень Великого мастера архитектора была в Уставе Королевской тайны. В 1783 году в Чарльстоне, США, была проведена реформа Устава Королевской тайны, в ходе которой С. Майерс и С. Форст, к 25-градусной системе Устава Королевской тайны добавили ещё 8 градусов, после чего 12° переместился в новый устав, но не претерпел никаких изменений.

## Легенда градуса
Этот градус, по преданию, был создан как некое подобие школы повышения квалификации для мастеров-строителей храма, чтобы приводить их умения к некоему стандарту, а также награждать отличившихся в жизни и труде. В ритуале этого градуса рассматриваются законы архитектуры, её связь с другими науками и искусствами. Степень учит, что добродетель необходима таланту.

## Урок градуса
Этот градус учит тому, что масон, учась пользоваться инструментами своего ремесла и мастерства, также учится и размышлять о различных сторонах жизни, причем, рассматривать их все с точки зрения человека-образа и подобия Божьего, неуклонно стремясь к достижению тех высот опыта, которые мы именуем совершенством.